# Војно гробље у Маутхаузену
Војно гробље у Маутхаузену је међународни меморијални комплекс, највећи те врсте у Горњој Аустрији. Према подацима војних власти у Линцу, на овом гробљу сахрањено је 1.750 Италијана, 7.038 Срба и више стотина логораша других нација.

## Положај и размештај
Војно гробље у Маутхаузену се налази у граду Реифердорф, око 3 км североисточно од града Маутхаузена. 
Гробље је трапезоидног облика прекривено травнатим површинама, по којима су у појединачним редовима распоређени гробовима, 1.766 Италијанских војника из Првог светског рата и 1677 (војних и цивилних)  пали у Другом светском рату. На гробљу, окупљени у шест масовних гробница, леже посмртни остаци  8.000 Срба, Енглеза, Француза, Румуна, Аустријанаца, Чеха и Мађара, који су умрли услед епидемије тифуса која је 1915. године захватила затворски логор и насеља у његовој близини.

## Предуслови
Током Првог светског рата у близини насеља Маутхаузен налазио се велики заробљенички логор. Према подацима аустроугарска штампа која је доносила извештаје из логора. Маутхаузен је током рата био познат као „српски логор”, сем у последњој години рата, када се у извештавању о затварању логора, помињу скоро без изузетка само италијански заробљеници. 
| Број логораша и српских жртава у логору Маутхаузен. | Број логораша и српских жртава у логору Маутхаузен. | Број логораша и српских жртава у логору Маутхаузен. | Број логораша и српских жртава у логору Маутхаузен. |
| Укупно логораша                                     | Број српских логораша                               | До сада утврђено српских жртава                     | Процена српских жртава                              |
| --------------------------------------------------- | --------------------------------------------------- | --------------------------------------------------- | --------------------------------------------------- |
| 35.000—40.000                                       | 25.000+3.000                                        | 5.715                                               | > 5.715.                                            |

Према наведеој табели, а на основу сачуваних података, кроз логор је прошло око 40.000 војника различитих нација, међу којима је било 28.000 српских војника. Од наведеног броја, преко 10.000 логораша је умрло, међу њима и  5.715 Срба који су потом сахрањени на војном гробљу у Маутхаузену.

## Оснивање гробља и начин сахрањивања
Велика смртност логораша у Маутхаузену захтевала је оснивање гробља у његовој близини где су сахрањивани умрли ратни заробљеници, али и друге особе страдале од епидемије тифуса 1915. године 
Сахране су вршене у појединачним и групним хумкама. Приликом сахрана, умрли су одвајани по народности, али је било случајева када су у масовне гробнице истовремено полагани српски и италијански војници. Над појединачним гробним местима постављена су спомен-обележја у облику крста, направљена од притесаног дрвета, а над масовним гробницама заједничка спомен-обележја од притесаног камена.

### Инфраструктура
Током Првог светског рата
Током рата на гробљу је започето и подизање посебног обележја од стране самих српских и италијанских заробљеника, али ти радови нису завршени до краја рата. Такође током Првог светског рата рата Аустријанци су на гробљу подигли капелу, која је требало да служи за помен свих сахрањених војника, и чување спискова свих сахрањених.
Након завршетка рата

Рад на завршетку гробља иницирала је и завршила неколико година након Првог светског рата италијанска држава. Споменик израђен од карарског мермера у Италији, рад италијанског вајара Паола Болдрина (Paolo Boldrin, 1887-1965, који је и сам био заточеник овог логора), свечано је откривен 1922. године. 
У гробље се улази кроз масивну гвоздену декоративну капију која се ослања на два гранитна стуба, са канделабрима на врху. Врата су декорисана геометријским мотивима и мотивима крста, као и натписом на немачком језику са годинама почетка и завршетка оба светска рата. На стубовима се налазе информационе табле на немачком и италијанском језику, а испред њих по свећњак, од граната.

## Оснивање меморијалног гробља
Пошто је гробље након рата било девастирано, део дрвених крстова је био замењен бетонским обележјима. Укупно је 744 појединачна српска гробна места било обележено новим надгробницима. Данас на гробљу не постоји ниједно од тих појединачних обележја за српске војнике. Међутим, постоје појединачна обележја које је после рата својим војницима подигла Италија и која их од тада редовно одржава.
Гробље одржава Аустријски Црни крст, а у књизи умрлих за Војни логор Маутхаузен записана су око 7.000 имена.

## Изградња српске меморијалне капеле
Како је временом, дошло до раслојавања умрлих и присвајања капеле од стране Италијана као своје (ако је на гробљу бројчано било највише гробова срба 5.715), Српска православна црква са Србима из дијаспоре донела је одлуку да отпочне градња православне капеле 2016. године, која још увек није потпуно завршена.